# Коловрат (Загорє-об-Саві)
Коловрат (словен. Kolovrat) — поселення в общині Загорє-об-Саві, Засавський регіон, Словенія. Висота над рівнем моря: 463,9 м.